# 대한민국 제6대 대통령 선거 민주공화당 후보 선출
제6대 대선 민주공화당 후보 선거는 집권여당 민주공화당이 1967년 2월 2일 전당대회를 열고 제6대 대선 후보를 선출한 것을 말한다.

## 개요
대통령 후보는 당무회의에서 추천하고 전당대회에서 재적 대의원 3분의 2 출석 및 출석 대의원 과반의 찬성으로 지명하도록 되어있었다.
민주공화당은 1967년 2월 1일 당무회의를 열고 박정희 대통령을 대통령 후보로 추천하였다.
민주공화당은 2월 2일 오전 10시 장충체육관에서 대의원 2,796명 중 2,693명이 모인 가운데 전당대회를 개최하고 앞서 당무회의에서 대통령 후보로 결정한 박정희 대통령을 만장일치로 지명했다.
전당대회는 김종필 당 의장과 길재호 사무총장의 기획 아래 기존과는 다른 대규모 축제의 분위기로 진행되었다. 천만 원 이상의 경비가 사용되고 1만 명 이상의 인원이 참석한 이 날 전당대회는 규모에 걸맞게 보통 전당대회에 많이 쓰이는 시민회관 대신 장충체육관에서 개최되었으며, 대회 내내 무대 아래선 당원들이 피켓을 들고 환호성을 지르고 무대 위에선 악단과 합창단이 공연을 펼쳤다.
엄청난 크기의 황소 모양의 애드벌룬 3개가 떠있었으며, 오색 테이프와 '민주 수호의 기수'나 '세계의 지도자' 같은 플래카드가 여기 저기 걸려있었다. 흡사 미국의 전당대회를 연상케 한 이 날 전당대회를 두고 언론에서는 '단군 이래 최대의 정치 쇼'라고 일컫기도 하였다.
김종필 당 의장은 당무회의의 결정대로 박정희 대통령을 제6대 대통령 후보로 지명할 것을 요청하는 후보 지명 연설을 하였다. 11시 15분 연설이 끝나자 대의원들은 박수와 함성을 통해 동의를 표하였으며, 따라서 공화당의 대통령 후보로 공식 지명된 박정희 후보는 5분 후인 11시 20분 대회장에 입장하고 수락 연설을 하였다.
이 날 대회는 대통령 후보 지명 이외에도 선거 대책 기구에 대한 당헌 개정안을 통과시켰으며, 선거 공약, 당 기본 운영 방침, 당원 단결 결의문 등을 채택하고 유공 당원 및 청년봉사회 모범회원들을 표창하였다.

## 같이 보기
- 대한민국 제6대 대통령 선거